# Kolia
Ne pas confondre avec Kolia, village de Wallis-et-Futuna.
Kolia est une ville du district des savanes située au nord de la Côte d'Ivoire, sur la route du Mali reliant les villes de Boundiali et Tingréla, dans le département de Boundiali dont elle est l'une des sous-préfectures, avec Kouto, Ganaoni, Gbon, Kasséré, Sianhala et Siempurgo.
9 000 habitants forment la population constituée de Malinkés, de Sénoufos et de Peuls.

## Éducation
Kolia compte un collège municipal et un centre de formation professionnelle préparant au CAP dans les filières menuiserie et maçonnerie.
En 1996, une Organisation non gouvernementale, Savane Développement, a créé, à Kolia, une école pour une scolarisation partiellement en langue maternelle : c'est le Centre scolaire intégré du Niéné (CSIN). Dans ce centre expérimental, les élèves reçoivent, du préscolaire à la fin de la première année du primaire, un enseignement en sénoufo ou en malinké, selon leur langue maternelle, et poursuivent par la suite leurs études en français.

## Administration
| Date d'élection | Identité    | Parti    | Qualité         | Statut |
| --------------- | ----------- | -------- | --------------- | ------ |
| 1980            | Sourou Koné | PDCI-RDA | Homme politique | élu    |
| 1983            | Sourou Koné | PDCI-RDA | Homme politique | élu    |
| 1985            | Sourou Koné | PDCI-RDA | Homme politique | élu    |
| 1990            | Sourou Koné | PDCI-RDA | Homme politique | élu    |
| 1995            | Sourou Koné | PDCI-RDA | Homme politique | élu    |
| 2001            | Sourou Koné | RDR      | Homme politique | élu    |
| 2013            | Soman Dao   | RDR      | Homme politique | élu    |

## Représentation politique
| Date d'élection | Identité     | Parti    | Qualité          | Statut |
| --------------- | ------------ | -------- | ---------------- | ------ |
| 1980            | Yaya Touré   | PDCI-RDA | Homme politique  | élu    |
| 1985            | Yaya Touré   | PDCI-RDA | Homme politique  | élu    |
| 1990            | Drissa Ballo | PDCI-RDA | Homme politique  | élu    |
| 1995            | Drissa Ballo | PDCI-RDA |                  | réélu  |
| 2001            | Drissa Ballo | PDCI-RDA |                  | réélu  |
| 2011            | Daouda Touré | RDR      | Homme d'affaires | élu    |

## Économie
Les cultures du coton, principale richesse du nord de la Côte d'Ivoire et surnommé ici « l'or blanc », de l'arachide, du maïs, de l'igname, des mangues et des anacardiers y sont pratiquées.

## Culture
Kolia comporte un centre culturel.

## Personnalités liées à la région
- Saliou Touré, ministre, doyen des cadres de la sous-préfecture de Kolia ;
- Feu Abdoulaye Touré, directeur de cabinet adjoint du président Henri Konan Bédié, préfet de région de Man, Dimbokro, Cadre à la Sieto ;
- Sourou Kone, Premier vice-président de la Commission électorale indépendante (CEI) ;
- Traoré Dohia Mamadou, ministre, PCA, haut cadre à la douane de Côte d'ivoire ;
- Massandjé Touré Litsé ;
- Touré Ahmed Boua ;
- Djakaria Touré, natif de Lakota.